# Catillaria groenlandica
Catillaria groenlandica är en lavart som beskrevs av Bernt Arne Lynge. Catillaria groenlandica ingår i släktet Catillaria, och familjen Catillariaceae. Arten är reproducerande i Sverige.